# Centro REDES
El Centro de estudios sobre Ciencia, Desarrollo y Educación Superior (Centro REDES) es un instituto de investigación, que posee carácter de Unidad Asociada al CONICET. Fue fundado en el año 2002 y tiene su sede en Buenos Aires, Argentina.

## Síntesis
El Centro REDES, Unidad asociada al CONICET, depende de la Asociación Civil “GRUPO REDES”, que fue fundada como entidad sin fines de lucro en el año 1996. Esta asociación se dedica, principalmente, a realizar investigaciones en el campo de los estudios sociales de la ciencia y la tecnología; y sus miembros son investigadores, docentes y especialistas de Argentina, Iberoamérica y Europa.
Las principales áreas de actuación del Centro REDES son la investigación, consultoría y asesoramiento técnico, en temáticas relacionadas con las problemáticas de la ciencia, la tecnología, la innovación, las estrategias de desarrollo y la educación superior.
Además, se configura hoy como uno de sus ejes centrales para la articulación con la sociedad, su Programa de Capacitación a distancia.

## Creación
La creación oficial de la Asociación Civil Grupo REDES data del año 1996, cuando el núcleo de investigadores participantes decidió instituirla como una entidad sin fines de lucro que tiene como propósito incorporar la ciencia y la tecnología a la agenda pública de Argentina, como base para cualquier estrategia de desarrollo.
En el marco de la estructura de esta Asociación Civil se crea en el año 2002 el Centro de Estudios sobre Ciencia, Desarrollo y Educación Superior – REDES. Al año siguiente, en abril de 2003, y a raíz de una favorable evaluación académica, el Consejo Nacional de Investigaciones Científicas y Técnicas (CONICET) reconoció al Centro REDES como Unidad Asociada.

##### Motivos que impulsaron la creación
A fines del año 1996, la Universidad Nacional de Quilmes creó el Instituto de Estudios Sociales de la Ciencia y la Tecnología (IEC), como resultado del crecimiento sostenido, la diversificación de las actividades y la proyección nacional e internacional del grupo. La gestión del IEC fue compartida con la Asociación Civil Grupo REDES. Cuando a principios de 2002 el grueso de los investigadores del IEC se desvinculó de la UNQ, la Asociación Civil creó el Centro REDES. 
La labor del Centro ha estado orientada desde entonces por el interés  de contribuir a la producción de una reflexión pluralista sobre el rol de la ciencia, la tecnología y la innovación en el desarrollo integral de los países latinoamericanos, sobre la base la conducción de estudios, propuestas de políticas y provisión de servicios que atiendan la especificidad y complejidad  de las problemáticas y potencialidades de la región y den respuestas a la necesidad de inserción de estos países en  el mundo contemporáneo.   La vocación universalista se combinó así con el interés por contribuir al mejoramiento de las realidades latinoamericanas a fin fortalecer un camino sustentable para la construcción de sociedades más equitativas.

## Evolución
El Centro de Estudios sobre Ciencia, Desarrollo y Educación Superior – REDES es una institución científica y académica que comenzó a funcionar a principios del año 2002 sobre la base de un grupo de investigación y desarrollo con amplia trayectoria nacional e internacional en temas de ciencia, tecnología, innovación y educación superior.
Con el tiempo, el Centro REDES ha ido ampliando y consolidando sus líneas de investigación y sus contactos con instituciones nacionales y extranjeras; prestando asistencia técnica a diversas instituciones y organismos del ámbito local e internacional; dictando clases de posgrado en asociación con otras instituciones locales; publicando libros, manuales y una revista académica iberoamericana; organizando talleres, seminarios y cursos de capacitación a distancia; y recibiendo la visita de investigadores del exterior, así como de diversos funcionarios de organismos del país y el extranjero.
Como parte de este proceso de evolución, el Centro se ha constituido en una institución de activa participación en redes académicas y de intercambio científico de variado alcance internacional, entre las que se destacan las Redes promovidas por el CYTED. Entre tales redes se mencionan:  la protagónica participación del Centro en el fortalecimiento de la Red Iberoamericana de Indicadores de Ciencia y Tecnología (RICYT); la participación en la Red Iberoamericana de Ciencia, Tecnología y Género (2015-2018), la red  de investigadores en Ciencia, Tecnología y Desarrollo social (2008-2012)
Como prueba de reconocimiento a su desempeño inicial apenas un año después de su creación, en abril de 2003, y a partir de una destacada evaluación la estructura académica de esta entidad, el Consejo Nacional de Investigaciones Científicas y Técnicas (CONICET) reconoció al Centro como Unidad Asociada.
Con una perspectiva de alcance internacional, hacia fines del año 2012 el Centro REDES comenzó el diseño de su programa de capacitación a distancia, logrando su total implementación y consolidación a partir del año 2013 con la incorporación de variadas currículas académicas entre las que se destacaron  nuevas propuestas de formación virtual que reflejan los distintos temas de investigación que lleva adelante el Centro, sustentando así las distintas áreas que promueven los cursos actuales. A inicios del año 2014 se reinstala la plataforma tecnológica especializada para esta actividad en nuevos servidores informáticos radicados en la ciudad de Quebec. A partir de ese momento se completa la agenda académica anual del Centro REDES con el dictado de cursos virtuales de verano para un gran número alumnos que requerían este calendario. Finalmente, y en función del sostenido crecimiento de la matrícula durante los últimos años, en el 2018 se amplían y fortalecen los recursos dedicados a este Programa de capacitación a distancia, migrando todas sus prestaciones a un nuevo entorno tecnológico soportado por una prestadora de servicios de primera línea en los Estados Unidos.
Actualmente el núcleo de los recursos humanos del Centro REDES está integrado por más de una decena de investigadores, además de un número variable de colaboradores en función de los proyectos en desarrollo. A su vez, el Centro cuenta con una biblioteca de referencia en temas de ciencia, tecnología y sociedad, cuyos libros y revistas que supera los 1500 ejemplares se encuentran a disposición de los investigadores y estudiantes de la institución.

## Áreas de competencia
El Centro REDES cuenta con experiencia académica y profesional en los siguientes ámbitos de competencia: técnicas de análisis y metodologías de investigación;  producción de indicadores e información estadística; desarrollo de portales y entornos web; formación de recursos humanos; procesamiento de datos y análisis de información; y edición y publicación de material académico.